# Torreshoningeter
De Torreshoningeter (Meliphaga notata) is een endemische vogel uit het noordoosten van Australië.

## Beschrijving
De Torreshoningeter is een middelgrote honingeter uit het geslacht Meliphaga met een lengte van 17,5  cm. Honingeters uit dit geslacht lijken sterk op elkaar en onderscheiden zich van elkaar door het verspreidingsgebied waarin ze voorkomen en hun roep. De Torreshoningeter heeft een ronde gele vlek op de oorstreek en een smalle heldergele "teugel" (horizontaal streepje op de kop in verlengde van mondhoek).

## Kenmerken
De Torreshoningeter wordt vaak gezien in paren en is een uitgesproken insecteneter die vaak in vlucht zijn prooien vangt. Het is een nieuwsgierige, actieve vogel die tam kan worden in de buurt van menselijke bewoning.

## Verspreiding en leefgebied
De Torreshoningeter komt voor in het noordoosten van Australië en telt twee ondersoorten:
- M. n. notata: noordelijk Queensland en de eilanden in de Straat Torres.
- M. n. mixta: noordoostelijk Queensland.

Het leefgebied is laagland en heuvelland tot de zone van 400 m boven de zeespiegel in een groot aantal landschapstypen zoals regenbos, gebied met stuikgewas langs de kust in de buurt van Eucalyptusbos, vegetatie langs waterlopen, mangrove, landbouwgebied (o.a. bananenplantages), struikgewas langs wegen en tuinen. 

## Status
De grootte van de populatie is niet gekwantificeerd maar de soort wordt omschreven als algemeen. Op de Rode lijst van de IUCN heeft deze soort de status niet bedreigd.